# أيدسكر دايكسترا
أيدسكر فيبِ دايكسترا (بالهولندية: Edsger Wybe Dijkstra) عالم أنظمة ومبرمج ومهندس برمجيات وكاتب علمي هولندي ورائد في علم الحاسوب. يعد فيزيائيًا نظريًا مدربًا، عمل كمبرمج في المركز الرياضي في أمستردام بين عامي 1952 و1962. عمل ديكسترا أستاذًا جامعيًا معظم حياته، وشغل منصب شلمبرجر المئوي في علوم الحاسوب في جامعة تكساس في أوستن من عام 1984 حتى تقاعده عام 1999. عمل أستاذًا للرياضيات في جامعة آيندهوفن للتكنولوجيا (1962-1984) وزميل بحث في مؤسسة بوروز (1973-1984).
يعد ديكسترا أحد أكثر الشخصيات تأثيرًا من الجيل المؤسس لعلوم الحوسبة، إذ ساعد في تشكيل التخصص الجديد من منظور هندسي ونظري. تغطي مساهماته الأساسية مجالات مختلفة لعلوم الحاسوب، منها بناء المحول البرمجي، وأنظمة التشغيل، والأنظمة الموزعة، والبرمجة المتسلسلة والمتزامنة، ونموذج البرمجة والمنهجية، وأبحاث لغة البرمجة، وتصميم البرامج، وتطوير البرامج، والتحقق من البرامج، ومبادئ هندسة البرمجيات، وخوارزميات الرسم البياني، والأسس الفلسفية لبرمجة الحاسوب وعلوم الحاسوب. تعد العديد من أوراقه مرجعًا لمجالات البحث الجديدة. كان ديكسترا أول من عرّف العديد من المفاهيم والمشكلات التي أصبحت الآن معيارية في علوم الحاسوب أو حملت أسماء من صياغته. بصفته معارضًا رئيسيًا للرؤية الميكانيكية لعلوم الحاسوب، رفض استخدام مفهومي «علم الحاسوب» و«هندسة البرمجيات» كمصطلحات شاملة للتخصصات الأكاديمية.
حتى منتصف ستينيات القرن العشرين، اعتُبرت برمجة الحاسوب فنًا (أو حرفة) أكثر منها تخصصًا علميًا. قال هارلان ميلز (1986): «اعتُبرت البرمجة (قبل سبعينيات القرن العشرين) نشاطًا خاصًا وحلًا للألغاز لكتابة تعليمات حاسوبية كي يعمل كبرنامج». في أواخر ستينيات القرن نفسه، دخلت برمجة الحاسوب في حالة أزمة. كان ديكسترا واحدًا من مجموعة صغيرة من الأكاديميين والمبرمجين الصناعيين الذين دعوا إلى أسلوب جديد في البرمجة لتحسين جودة البرامج. كان ديكسترا، الذي تمتع بخلفية في الرياضيات والفيزياء، أحد القوى الدافعة وراء قبول برمجة الحاسوب كتخصص علمي. صاغ عبارة «البرمجة المهيكلة» التي أصبحت خلال سبعينيات القرن العشرين المذهب البرمجي الجديد. ساعدت أفكاره حول البرمجة المهيكلة على إرساء أسس ولادة التخصص المهني لهندسة البرمجيات وتطوره، ما مكن المبرمجين من تنظيم مشروعات البرامج المعقدة بشكل متزايد وإدارتها. ذكر برتراند ماير (2009): «أدت الثورة في وجهات النظر تجاه البرمجة، والتي بدأت بتحطيم ديكسترا للأيقونات، إلى حركة تعرف باسم البرمجة المهيكلة، التي دعت إلى نهج منظم وعقلاني لبناء البرامج. تعد البرمجة المهيكلة الأساس لكل ما أُنجِز في منهجية البرمجة منذ ذلك الحين، بما في ذلك البرمجة كائنية التوجه».
بدأت الدراسة الأكاديمية للحوسبة المتزامنة في ستينيات القرن العشرين، ويُنسب الفضل إلى ديكسترا (1965) لكونه أول بحث في هذا المجال يحدد ويحل مشكلة استبعاد التشارك. كان أيضًا من أوائل رواد البحث في مبادئ الحوسبة الموزعة. تمثل أعماله الأساسية في التزامن، والسيمافور، واستبعاد التشارك، والاستعصاء (التوقف التام)، والعثور على أقصر الطرق في الرسوم البيانية، وتحمل الأخطاء، الاستقرار الذاتي، إلى جانب العديد من المساهمات الأخرى الركائز التي بني عليها مجال الحوسبة الموزعة. قبل وفاته بفترة وجيزة في عام 2002، حصل على جائزة البحث المؤثر الخاصة برابطة مكائن الحوسبة في الحوسبة الموزعة لعمله على الاستقرار الذاتي للحوسبة البرمجية. أُعيدت تسمية هذه الجائزة السنوية لتصبح جائزة ديكسترا (جائزة إدسخر ديكسترا في الحوسبة الموزعة) في العام التالي. تقر الجائزة، ذات الرعاية المشتركة من جائزة رابطة مكائن الحوسبة للبحث في مبادئ الحوسبة الموزعة (بي أو دي سي) وجائزة الجمعية الأوروبية لعلوم الحاسوب النظرية للبحث العالمي في الحوسبة الموزعة (ديسك)، أنه «لم يكن لأي فرد آخر تأثير أكبر على البحث في مبادئ الحوسبة الموزعة».

## سيرة حياته

### سنواته المبكرة
ولد إدسخر ديكسترا في روتردام. كان والده كيميائيًا ورئيسًا للجمعية الكيميائية الهولندية. درّس الكيمياء في مدرسة ثانوية وأصبح ناظرًا لاحقًا. كانت والدته عالمة رياضيات، لكن لم يكن لديها عمل رسمي قط.
فكر ديكسترا في مهنة القانون وأمل أن يمثل هولندا في الأمم المتحدة. لكن بعد تخرجه من المدرسة في عام 1948، وبناءً على اقتراح والديه، درس الرياضيات والفيزياء ثم الفيزياء النظرية في جامعة لايدن.
في أوائل خمسينات القرن العشرين، كانت أجهزة الحاسوب الإلكترونية جديدة. تعثر ديكسترا بحياته المهنية عن طريق الصدفة تمامًا، والتقى من خلال مشرفه، البروفيسور أ. هانتييس، بأدريان فان فينغاردن، مدير قسم الحساب في المركز الرياضي في أمستردام، الذي عرض على ديكسترا وظيفة؛ وأصبح رسميًا أول «مبرمج» هولندي في مارس 1952.

بقي ديكسترا لبعض الوقت ملتزمًا بالفيزياء، وعمل عليها في لايدن ثلاثة أيام من كل أسبوع. مع ازدياد تعمقه في الحوسبة، بدأ تركيزه بالتحول. كما ذكر:
بعد البرمجة لمدة ثلاث سنوات، أجريت مناقشة مع أدريان فان فينغاردن، الذي كان حينها مديري في المركز الرياضي في أمستردام، كانت مناقشةً سأظل ممتنًا لها طالما ما زلت حيًا. كانت النقطة أنه كان من المفترض أن أدرس الفيزياء النظرية في جامعة لايدن في نفس الوقت، وحين وجدت أن الجمع بين النشاطين يزداد صعوبة، كان عليّ أن أحسم أمري، إما أن أتوقف عن البرمجة وأصبح فيزيائيًا نظريًا حقيقيًا وقديرًا، أو أن أتابع دراستي للفيزياء لأنهيها رسميًا فقط، بأقل جهد، وأصبح… نعم ماذا؟ مبرمجًا؟ لكن هل كانت هذه مهنة جديرة بالتقدير؟ ففي النهاية، ما هي البرمجة؟ أين كانت مجموعة المعرفة السليمة التي يمكن أن تدعمها كنظام محترم فكريًا؟ أتذكر بوضوح كيف كنت أحسد زملائي في قسم المكونات المادية، الذين حين سُئلوا عن كفاءتهم المهنية، أمكنهم على الأقل الإشارة إلى أنهم يعرفون كل شيء عن الأنابيب المفرغة، والمضخمات الإلكترونية وباقي المعدات، في حين شعرت أنني سأقف خالي الوفاض حين يوجه لي هذا السؤال. طرقت على باب مكتب فان فينغاردن مملوءًا بالمخاوف، سألته ما إذا كان بإمكاني «التحدث إليه للحظة»؛ حين غادرت مكتبه بعد عدة ساعات، كنت شخصًا آخر. لأنه بعد الاستماع إلى مشاكلي بصبر، وافقني أنه حتى تلك اللحظة لم يكن هناك نظام برمجي كامل، لكنه شرح بعد ذلك بهدوء أن أجهزة الحاسوب الأوتوماتيكية كانت موجودة لتبقى، وأننا كنا في البداية فقط، وألا يمكن أن أكون من الأشخاص الذين سيُستدعَون لجعل البرمجة نظامًا ذي قيمة في السنوات القادمة؟ كانت هذه نقطة تحول في حياتي، وأكملت دراستي للفيزياء بشكل رسمي بأسرع ما يمكن.
_ إدسخر ديكسترا، المبرمج المتواضع (إي دبليو دي 340)، اتصالات رابطة مكائن الحوسبة.
حين تزوج ديكسترا من ماريا (ريا) سي ديباتس في عام 1957، كان مطلوبًا منه كجزء من طقوس الزواج أن يذكر مهنته. ذكر أنه عمل مبرمجًا، ما كان أمرًا غير مقبول للسلطات، إذ لم تتواجد هذه المهنة في هولندا.
في عام 1959، حصل على درجة الدكتوراه من جامعة أمستردام عن أطروحته بعنوان «التواصل مع جهاز كمبيوتر أوتوماتيكي»، التي كانت مخصصة لوصف لغة التجميع المصممة لأول كمبيوتر تجاري جرى تطويره في هولندا، باسم إكس 1. كان فان وينغاردن مشرفًا على أطروحته.

## راجع أيضا
- خوارزمية ديكسترا
- سيمافور

## روابط خارجية
- إدسخر ديكسترا على موقع الموسوعة البريطانية (الإنجليزية)
- إدسخر ديكسترا على موقع إن إن دي بي (الإنجليزية)